# Fred the Godson
Frederick Thomas, conocido como Fred the Godson (22 de febrero de 1985 - 23 de abril de 2020), fue un disc-jockey y rapero estadounidense del Bronx.

## Primeros años
Frederick Thomas nació en 1985 y creció en el Bronx, Nueva York. Obtuvo el pronto apodo de "Big Bronx".
Comenzó a rapear estilo libre en la ciudad de Nueva York a principios de la década de 2000.

## Carrera
La música de Fred the Godson se caracterizó por su voz ronca, juegos de palabras humorísticos y rimas creativas. A principios de la década de 2010, lanzó dos mixtapes; su debut fue Armageddon en 2010, con muestras de Notorious BIG, Busta Rhymes, Waka Flocka Flame y Cam'ron. Su segundo lanzamiento, City of God, fue uno de una serie para Gangsta Grillz de DJ Drama, y con P. Diddy, Pusha T y Raekwon.
En 2011, XXL lo incluyó en una lista anual de "hip-hop up-and-comers".
Entre 2011 y 2020, Fred the Godson lanzó música y actuó regularmente, como DJ invitado en la estación de radio de Nueva York Hot 97, y colaboró con artistas como Pusha T, Jadakiss, Cam'ron y Raekwon, además de lanzar la canción de respuesta, "Monique's Room". Produjo dos mixtapes adicionales en 2020: Training Day en enero con Jay Pharoah, y Payback, lanzado el 20 de marzo de 2020.

## Vida personal
Estaba casado con LeeAnn Jemmott y tenían dos hijas.
Se informó que Fred the Godson sufría de asma aguda y problemas renales después de contraer COVID-19, el 6 de abril de 2020, su fiebre había disminuido en el hospital, según su publicista y su cuenta de Instagram. Su esposa, LeeAnn Jemmott, dijo a los medios el 9 de abril que estaba preocupada por la posibilidad de que muriera, pero al día siguiente, dijo que "iba a lograrlo", y que estaba siendo desconectado de un ventilador.
Murió en el Centro Médico Montefiore el 23 de abril de 2020, a los treinta y cinco años. Muchos músicos le rindieron homenaje después de su muerte.